# U-Bahnhof Kiwittsmoor
Der U-Bahnhof Kiwittsmoor ist eine Haltestelle der Hamburger U-Bahn-Linie U1 im Stadtteil Langenhorn. Das Kürzel der Station bei der Betreiber-Gesellschaft Hamburger Hochbahn lautet „KM“. Täglich steigen hier 4.900 Personen ein und aus (mo–fr, 2020).

## Anlage
Die Haltestelle verfügt über einen etwa 120 Meter langen Mittelbahnsteig in Dammlage westlich der namensgebenden Straße Kiwittsmoor im Norden von Langenhorn. Der einzige Zugang befindet sich am Ostende des Bahnsteigs. Hier führen eine Treppe und ein Schrägaufzug herab in ein kleines Zugangsgebäude, das sich nordöstlich der U-Bahn-Strecke auf Straßenebene befindet. Über der Treppe befindet sich ein Glas- und Keramikmosaik aus dem Jahre 1960, das Annette Caspar schuf. 
Die Abstände zu den Nachbarbahnhöfen betragen etwa 1 Kilometer (nach Ochsenzoll) bzw. etwa 1,7 Kilometer (nach Langenhorn Nord).

## Geschichte
Die Station Kiwittsmoor wurde nachträglich in die bereits seit den 1910er Jahren bestehende Hochbahnstrecke nach Ochsenzoll eingefügt. Während des Baus der Bahn gab es keinen Bedarf für eine Haltestelle, da die Gegend weitgehend unbesiedelt war. Erst in den Nachkriegsjahren setzte verdichteter Siedlungsbau ein, der einen U-Bahnhof am Kiwittsmoor sinnvoll erscheinen ließ. Schließlich wurde die Station ab 1959 errichtet und am 10. Mai 1960 eröffnet. Größere Umbauten gab es erst im Jahr 2013, als die Anlage barrierefrei umgestaltet wurde. Seither verfügt sie über einen Schrägaufzug von der Straßen- zur Bahnsteigebene, der Bahnsteig wurde teilweise erhöht und ein Leitsystem für Sehbehinderte installiert. Eine Park+Ride-Anlage mit 274 Stellplätzen gibt es seit Ende 2019 wieder.
Im Sommer 2022 begannen umfangreiche Umbauten der Eingangshalle, um neue Flächen für ein Stellwerk und einen Kiosk zu schaffen. Mit dem Abriss der alten Kioskflächen, einem begrünten Dach und einer begrünten Außenfassade verändert sich der architektonische Eindruck erneut.
| Linie | Verlauf |
| ----- | --- |
| U 1   | Norderstedt Mitte – Richtweg – Garstedt – Ochsenzoll – Kiwittsmoor – Langenhorn Nord – Langenhorn Markt – Fuhlsbüttel Nord – Fuhlsbüttel – Klein Borstel – Ohlsdorf – Sengelmannstraße (City Nord) – Alsterdorf – Lattenkamp (Sporthalle) – Hudtwalckerstraße – Kellinghusenstraße – Klosterstern – Hallerstraße – Stephansplatz (Oper/CCH) – Jungfernstieg – Meßberg – Steinstraße – Hauptbahnhof Süd – Lohmühlenstraße – Lübecker Straße – Wartenau – Ritterstraße – Wandsbeker Chaussee – Wandsbek Markt – Straßburger Straße – Alter Teichweg – Wandsbek-Gartenstadt – Trabrennbahn – Farmsen – Oldenfelde – Berne – Meiendorfer Weg – Volksdorf / Streckenast Ohlstedt – Buckhorn – Hoisbüttel – Ohlstedt \ Streckenast Großhansdorf – Buchenkamp – Ahrensburg West – Ahrensburg Ost – Schmalenbeck – Kiekut – Großhansdorf |